# Wasserburg Gemünda

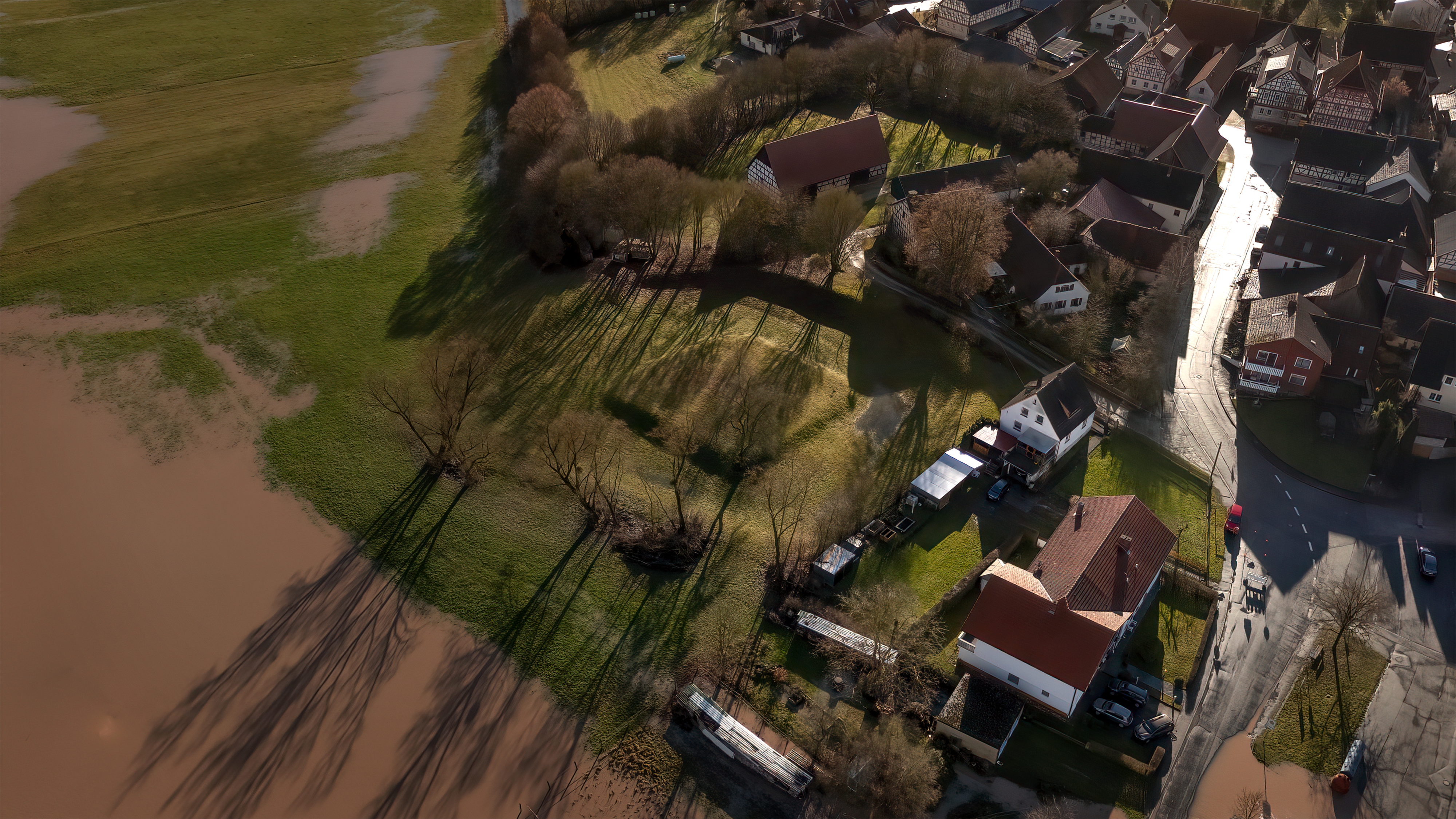
Luftbildaufnahme des Geländes der ehemaligen Wasserburg Gemünda

Die Wasserburg Gemünda ist eine abgegangene Wasserburg am Nordostrand von Gemünda i.OFr., einem heutigen Stadtteil von Seßlach im Landkreis Coburg im Nordwesten des Regierungsbezirks Oberfranken in Bayern.

## Lage
Das Wasserschloss oder die Wasserburg befand sich am nordöstlichen Ortsrand, heute nördlich der Sackgasse Jägershof. Spuren der nahezu quadratischen Anlage sind im Wiesengelände noch zu entdecken. Die verschwundene Anlage liegt nahe dem Mündungsbereich der Kreck in die Rodach. Ort und ehemalige Burganlage liegen nahe der heutigen Landesgrenze zu Thüringen.

## Geschichte
Die Anlage wurde wohl von den Herren von Stein von Lichtenstein im frühen 15. Jahrhundert errichtet, die zu bedeutenden Ortsherren zählten. Der Ort gehörte zum Hochstift Würzburg, deren Ministerialen die Lichtensteiner waren.
Zu dem Rittergut gehörten unter anderem drei Höfe, ein Weinberg und Tongruben. Ende des 18. Jahrhunderts wurde das Schloss abgebrochen.

## Beschreibung
Von der ehemaligen Anlage sind nur noch die trockengefallenen nahezu verebneten Wassergräben und das Plateau der Anlage erhalten. Das Wasserschloss kann nicht viel größer als 20 auf 20 Meter gewesen sein. Die Wassergräben wurden durch die Kreck gefüllt, nordöstlich kann man durch Bodenverfärbungen noch den ehemaligen abgewinkelten Altarm des Flusses erkennen, der früher stark mäandernd näher am Ort vorbeifloss.
Der Burgstall ist ein Bodendenkmal nach der Bayerischen Denkmalliste, die auf Basis des bayerischen Denkmalschutzgesetzes vom 1. Oktober 1973 erstellt wurde. Nachforschungen und gezieltes Sammeln von Funden sind genehmigungspflichtig, Zufallsfunde an die Denkmalbehörden zu melden.

## Belege
1. ↑  Denkmalliste Seßlach (PDF-Datei, 365 kB) des Bayerischen Landesamtes für Denkmalpflege, Nr. D-4-5730-0008, Mittelalterlicher Burgstall, nachqualifiziert (Stand 26. April 2021)